# Anartodes squara
Anartodes squara är en fjärilsart som beskrevs av Smith 1908. Anartodes squara ingår i släktet Anartodes och familjen nattflyn. Inga underarter finns listade i Catalogue of Life.